# 12674 Рибалка
12674 Рибалка (12674 Rybalka) — астероїд головного поясу, відкритий 7 вересня 1980 року.
Тіссеранів параметр щодо Юпітера — 3,496.